# کافه اکسپرس
کافه اکسپرس (ایتالیایی: Café Express) یک فیلم کمدی ایتالیایی به کارگردانی نانی لوی است که در سال ۱۹۸۰ منتشر شد.

## بازیگران
- نینو مانفردی
- آدولفو چلی
- ویتوریو کاپریولی
- ویتوریو میتزوجورنو
- آنتونیو آلوکا
- جیجی ردر
- سیلویو اسپاچزی
- ماریسا لاوریتو
- مائوریتسیو میکلی
- کلارا کولوسیمو
- لئو گولوتا
- تانو چیمارزا
- لینا ساستری
- استر کارلونی
- نینو ترتسو
- نینو وینجلی
- فرانکا اسکانیه‌تی